# Melitoides valida
Melitoides valida är en kräftdjursart som först beskrevs av Robert Alan Shoemaker 1955.  Melitoides valida ingår i släktet Melitoides och familjen Melitidae. Inga underarter finns listade i Catalogue of Life.